# Mauriac (Cantal)
Pour les articles homonymes, voir Mauriac.
Mauriac est une commune française, chef-lieu d'arrondissement, située dans le département du Cantal en région Auvergne-Rhône-Alpes.
Ses habitants sont appelés les Mauriacois.

## Géographie

### Localisation
La commune de Mauriac est située au nord-ouest du Cantal, à proximité du département de la Corrèze et des gorges de la Dordogne. Sa situation en fin de planèze volcanique et en surplomb de la vallée de l'Auze explique la forte dénivellation entre  point le plus haut (760 mètres) et le point le plus bas (351 mètres), sur la rive de l'Auze.
La plus grande partie du territoire communal fait partie du bassin versant du ruisseau Saint-Jean, aussi appelé Rieu Mauri, qui se jette dans l'Auze après avoir alimenté le plan d'eau artificiel du Val Saint-Jean. Ce petit cours d'eau a façonné un site en forme d'un amphithéâtre surplombé par sept collines. C'est cet amphithéâtre, bien visible du plan d'eau, qui donne au site naturel de Mauriac son caractère pittoresque.
La commune est traversée par la Méridienne verte, l'ancien méridien de Paris qui servait de référence comme méridien zéro avant le choix de celui de Greenwich .

### Communes limitrophes
Les communes limitrophes sont Ally, Brageac, Chalvignac et Le Vigean.
| Chalvignac |         |           |
|            | Mauriac | Le Vigean |
| Brageac    | Ally    |           |

### Climat
Pour des articles plus généraux, voir Climat d'Auvergne-Rhône-Alpes et Climat du Cantal.
En 2010, le climat de la commune est de type climat de montagne, selon une étude du CNRS s'appuyant sur une série de données couvrant la période 1971-2000. En 2020, Météo-France publie une typologie des climats de la France métropolitaine dans laquelle la commune est exposée à un climat de montagne ou de marges de montagne et est dans la région climatique Ouest et nord-ouest du Massif Central, caractérisée par une pluviométrie annuelle de 900 à 1 500 mm, maximale en automne et en hiver.
Pour la période 1971-2000, la température annuelle moyenne est de 9,4 °C, avec une amplitude thermique annuelle de 15,2 °C. Le cumul annuel moyen de précipitations est de 1 310 mm, avec 13,3 jours de précipitations en janvier et 8,3 jours en juillet. Pour la période 1991-2020, la température moyenne annuelle observée sur la station météorologique installée sur la commune est de 10,6 °C et le cumul annuel moyen de précipitations est de 1 129,4 mm,. Pour l'avenir, les paramètres climatiques de la commune estimés pour 2050 selon différents scénarios d'émission de gaz à effet de serre sont consultables sur un site dédié publié par Météo-France en novembre 2022.
| Mois                                  | jan.           | fév.           | mars          | avril         | mai           | juin           | jui.          | août           | sep.          | oct.          | nov.             | déc.             | année      |
| ------------------------------------- | -------------- | -------------- | ------------- | ------------- | ------------- | -------------- | ------------- | -------------- | ------------- | ------------- | ---------------- | ---------------- | ---------- |
| Température minimale moyenne (°C)     | 0              | −0,3           | 2,1           | 4,4           | 7,7           | 11             | 12,6          | 12,5           | 9,4           | 7,3           | 3                | 0,7              | 5,9        |
| Température moyenne (°C)              | 3,2            | 3,6            | 6,8           | 9,5           | 12,9          | 16,7           | 18,5          | 18,4           | 14,9          | 11,8          | 6,6              | 4                | 10,6       |
| Température maximale moyenne (°C)     | 6,5            | 7,5            | 11,5          | 14,5          | 18,1          | 22,4           | 24,3          | 24,2           | 20,5          | 16,3          | 10,1             | 7,3              | 15,3       |
| Record de froid (°C) date du record   | −12,8 18.01.13 | −15,3 09.02.12 | −15 01.03.05  | −5,3 07.04.08 | −2 06.05.02   | 2,5 13.06.1998 | 4,9 21.07.01  | 4,4 30.08.1998 | −0,2 18.09.01 | −6,4 26.10.03 | −10,7 22.11.1998 | −12,1 29.12.1996 | −15,3 2012 |
| Record de chaleur (°C) date du record | 19,5 01.01.22  | 24 27.02.19    | 23,9 14.03.12 | 26,9 30.04.05 | 31,3 21.05.22 | 37,5 27.06.19  | 37,6 24.07.19 | 37,4 12.08.03  | 34,2 04.09.23 | 29,9 01.10.23 | 22,6 08.11.15    | 17,8 31.12.22    | 37,6 2019  |
| Précipitations (mm)                   | 86,5           | 74             | 88,6          | 108,8         | 106,5         | 87,1           | 80,5          | 84,9           | 90,6          | 100,6         | 120,7            | 100,6            | 1 129,4    |

## Urbanisme

### Typologie
Au 1er janvier 2024, Mauriac est catégorisée bourg rural, selon la nouvelle grille communale de densité à 7 niveaux définie par l'Insee en 2022.
Elle appartient à l'unité urbaine de Mauriac, une unité urbaine monocommunale constituant une ville isolée,. Par ailleurs la commune fait partie de l'aire d'attraction de Mauriac, dont elle est la commune-centre,. Cette aire, qui regroupe 16 communes, est catégorisée dans les aires de moins de 50 000 habitants,.

### Occupation des sols
L'occupation des sols de la commune, telle qu'elle ressort de la base de données européenne d’occupation biophysique des sols Corine Land Cover (CLC), est marquée par l'importance des territoires agricoles (70,4 % en 2018), une proportion sensiblement équivalente à celle de 1990 (70,3 %). La répartition détaillée en 2018 est la suivante : 
prairies (67,8 %), forêts (19,9 %), zones urbanisées (9,8 %), zones agricoles hétérogènes (2,5 %). L'évolution de l’occupation des sols de la commune et de ses infrastructures peut être observée sur les différentes représentations cartographiques du territoire : la carte de Cassini (XVIIIe siècle), la carte d'état-major (1820-1866) et les cartes ou photos aériennes de l'IGN pour la période actuelle (1950 à aujourd'hui).

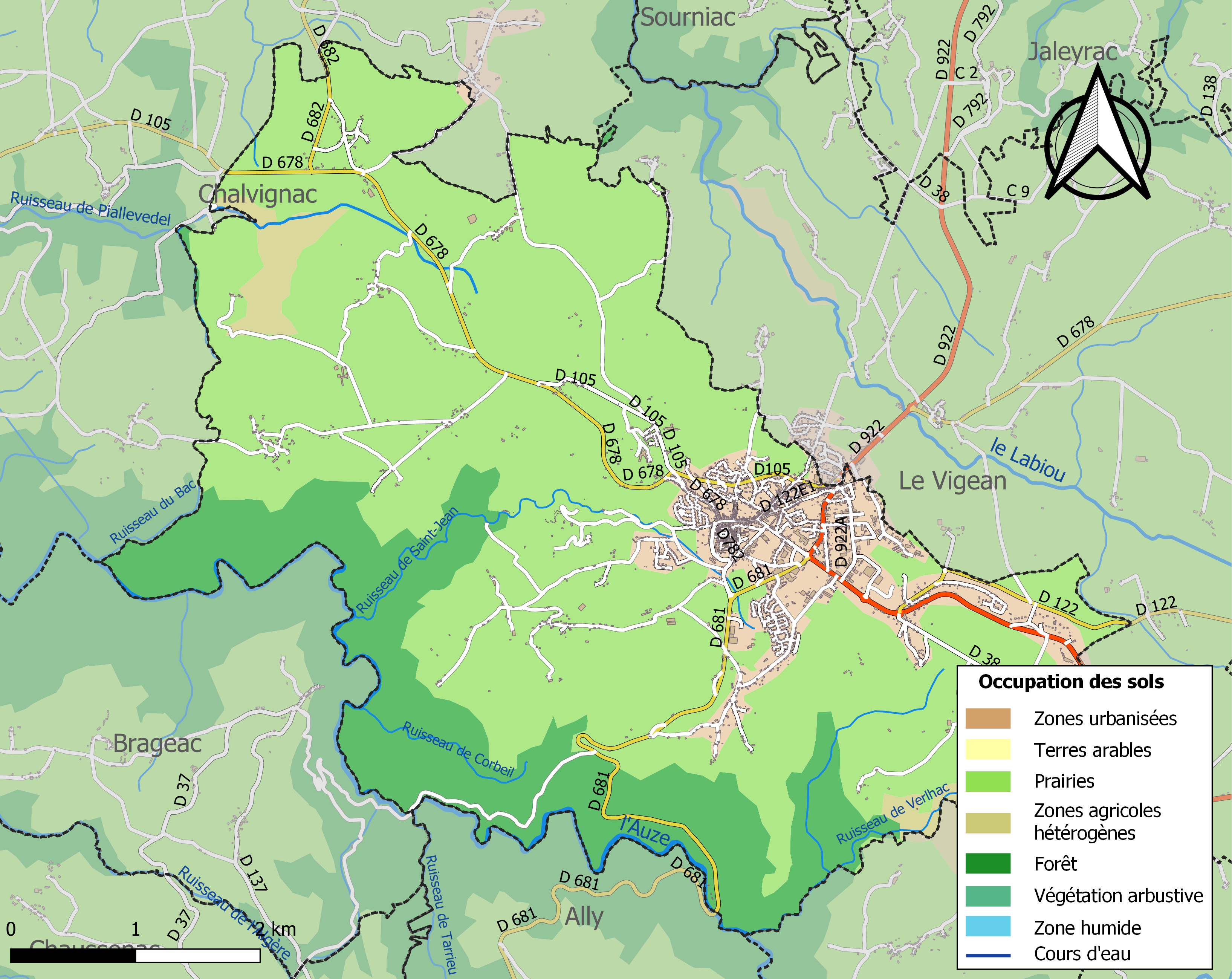
Carte des infrastructures et de l'occupation des sols de la commune en 2018 (CLC).

### Habitat et logement
En 2020, le nombre total de logements dans la commune était de 2 349, alors qu'il était de 2 308 en 2014 et de 2 336 en 2009.
Parmi ces logements, 74,1 % étaient des résidences principales, 6,4 % des résidences secondaires et 19,5 % des logements vacants. Ces logements étaient pour 58,7 % d'entre eux des maisons individuelles et pour 41,2 % des appartements.
Le tableau ci-dessous présente la typologie des logements à Mauriac en 2020 en comparaison avec celle du Cantal et de la France entière. Une caractéristique marquante du parc de logements est ainsi une proportion de résidences secondaires et logements occasionnels (6,4 %) inférieure à celle du département (20,6 %) et à celle de la France entière (9,7 %). Concernant le statut d'occupation de ces logements, 56,6 % des habitants de la commune sont propriétaires de leur logement (54,7 % en 2014), contre 70,6 % pour le Cantal et 57,5 pour la France entière.
| Typologie                                               | Mauriac | Cantal | France entière |
| ------------------------------------------------------- | ------- | ------ | -------------- |
| Résidences principales (en %)                           | 74,1    | 67,7   | 82,1           |
| Résidences secondaires et logements occasionnels (en %) | 6,4     | 20,6   | 9,7            |
| Logements vacants (en %)                                | 19,5    | 11,7   | 8,2            |

### Voies de communication et transports
Mauriac disposait d'une gare sur la ligne ferroviaire de Bourges à Miécaze achevée en 1893 avant que cette ligne, coupée par le barrage de Bort-les-Orgues en 1952, ne connaisse des fermetures partielles successives depuis 1994. Elle n'est actuellement plus exploitée pour le trafic de voyageurs.
Des services de cars réguliers raccordent Mauriac à Aurillac et Clermont-Ferrand (liaison avec le train Paris - Clermont-Ferrand et l'Aéroport de Clermont-Ferrand-Auvergne).
Des routes de bonne qualité relient Mauriac à Aurillac et Clermont-Ferrand. Il est possible de rejoindre en un peu plus d'une demi-heure l'autoroute A89, puis d'atteindre Paris en quatre heures par l'A71.
Pour l'avion, les Mauriacois utilisent les lignes régulières des aéroports de Clermont-Ferrand et d'Aurillac.

## Toponymie

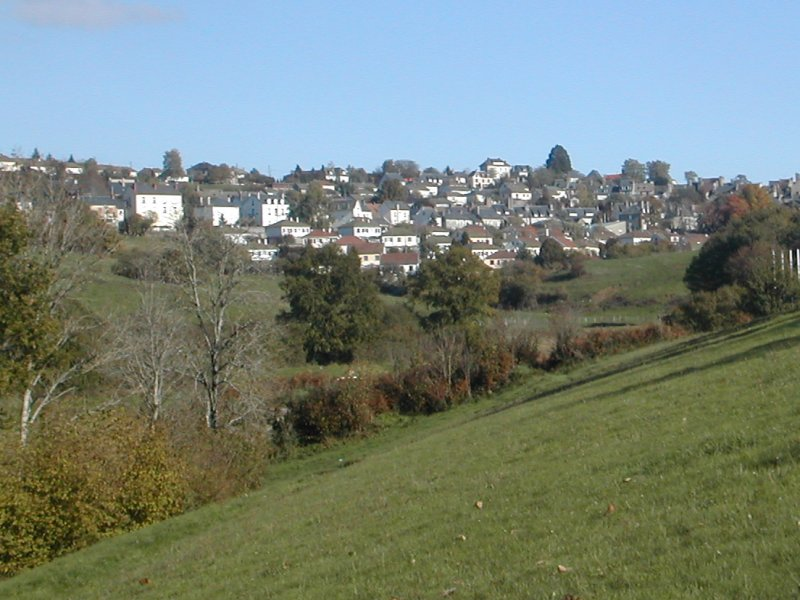
La ville de Mauriac vue du lac du Val Saint-Jean.

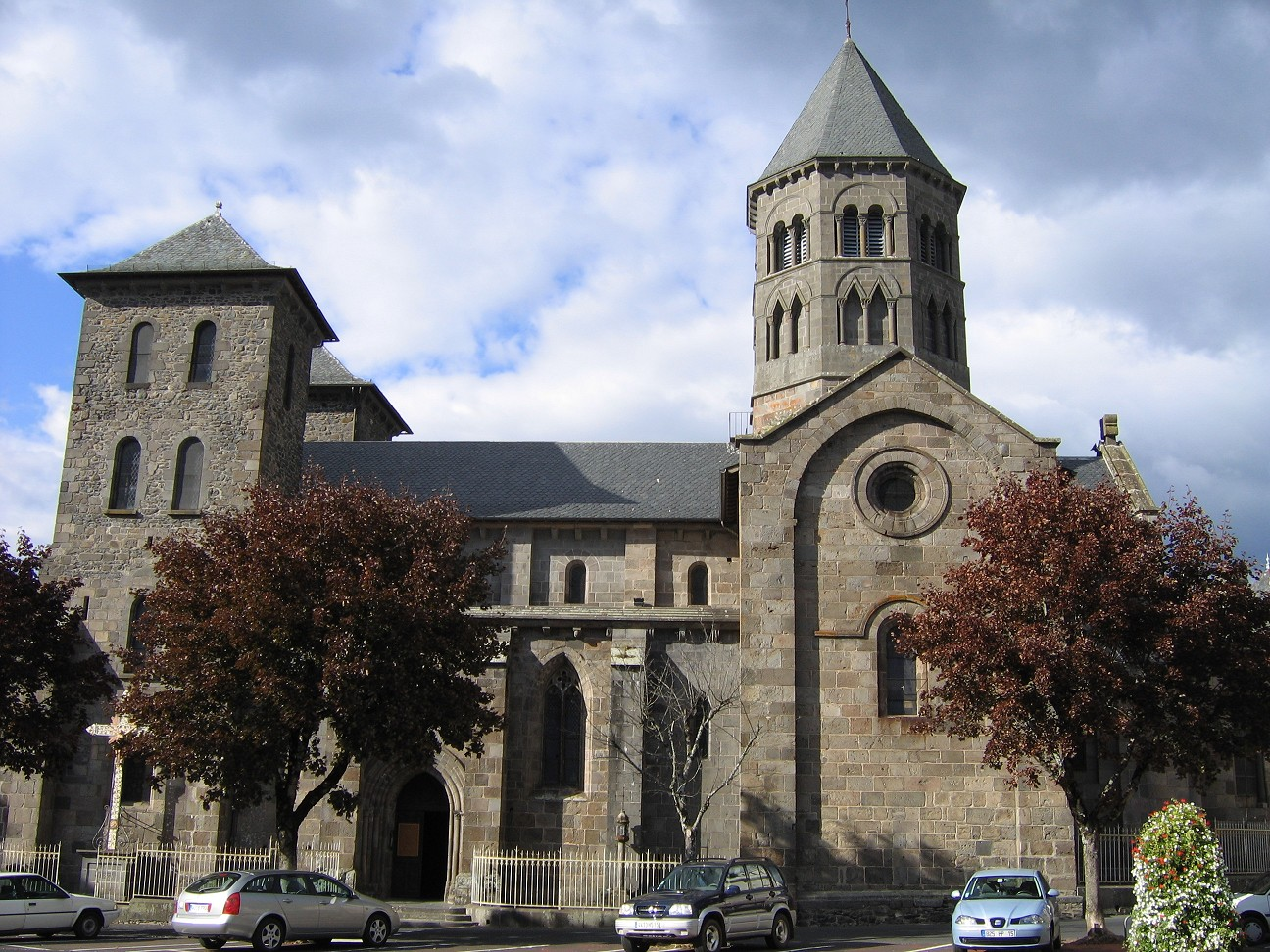
Notre-Dame-des-Miracles.

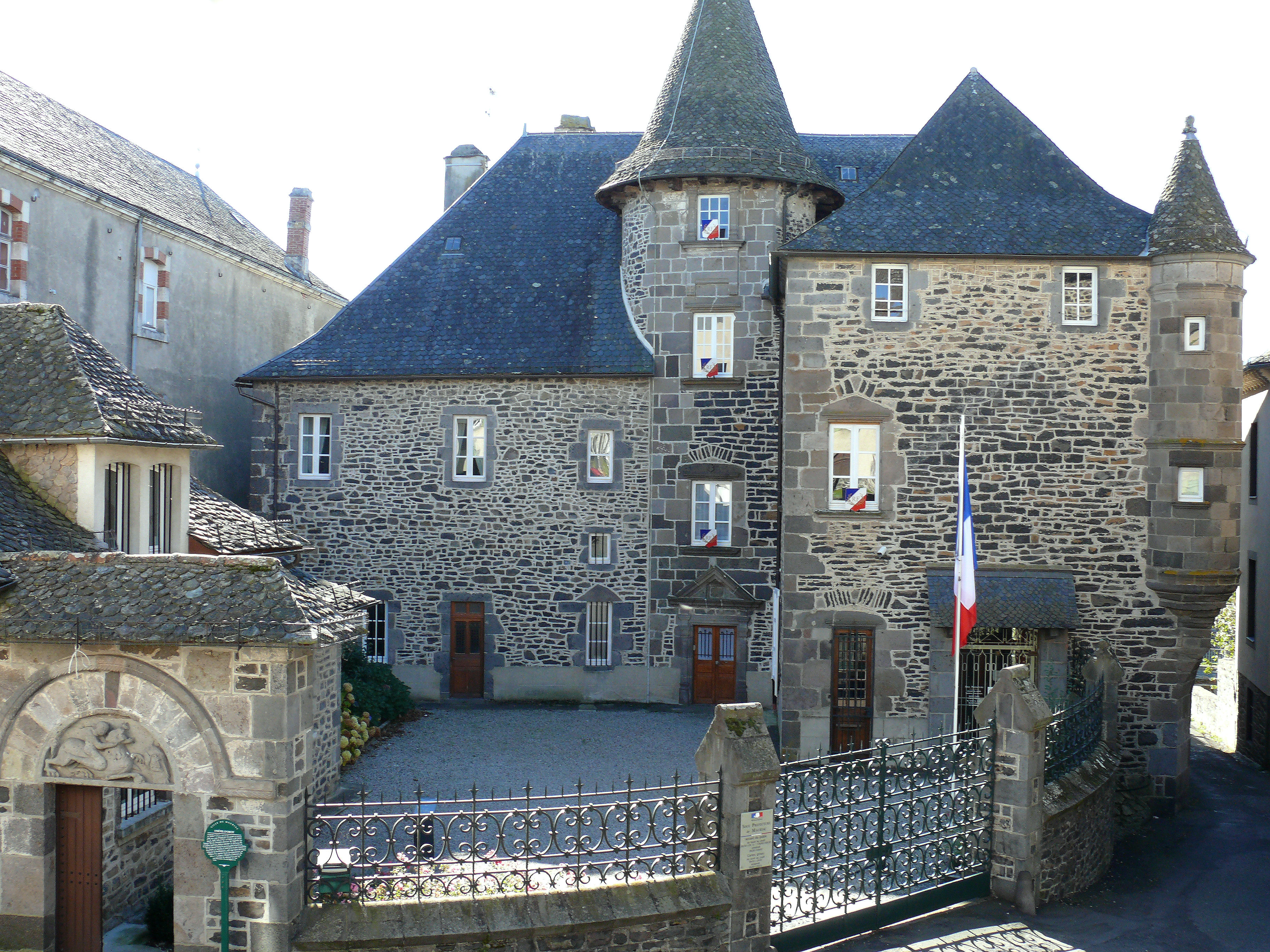
Sous-préfecture, ancien hôtel d'Orcet.

## Histoire
Plus ancienne ville du Cantal, Mauriac est d'abord apparue dans l'histoire comme un village créé avant notre ère au bord d'un ruisseau appelé rieu Mauri, affluent de la rivière l'Auze. Un bourg se constitue, en bordure d'une voie romaine nord-sud. Bourg dont on a des vestiges du Ier siècle et qui bat monnaie d'or sous l'intitulé du Vicus de Mauriac au VIIe siècle, époque de création d'un monastère. Au IXe siècle, le monastère bénédictin Saint-Pierre est cité dans une charte comme dépendant de l'abbaye royale Saint-Pierre-le-Vif de Sens, à l'occasion de sa reconstruction. Son doyen, nommé par le Pape, a rang d'évêque. De grands pèlerinages dynamisent le commerce de la ville. Le pape Calixte II visite au XIIe siècle la ville alors que s'y construit en plus d'un nouveau monastère et de son église, une église paroissiale consacrée à Notre-Dame en remplacement d'une chapelle ancienne intitulée en 1110 par Louis VI le Gros « Chapelle des rois francs ».
Mauriac, siège d'un archiprêtré puis d'une prévôté (juge de 1re instance et police), confirme au Moyen Âge son statut de ville-centre de Haute Auvergne. François Ier y installe en 1543 le siège d'une élection (justice fiscale). La cité obtient en 1554 du pouvoir royal, des consuls et son indépendance de ville, en se détachant du pouvoir seigneurial du doyen du monastère. Sur la base d'un legs en héritage fourni par Guillaume Du Prat - fils du chancelier Antoine Du Prat, Chancelier de France de 1515 à 1535-, participant au concile de Trente où il remarque les Jésuites, un collège de Jésuites s'y installe au XVIe siècle (1564), l'un des premiers en Auvergne, fermé et vendu comme bien national ecclésiastique par la Convention et rouvert, après rachat des biens, en 1802 sur des fonds municipaux. L'intendant d'Auvergne nomme un subdélégué à Mauriac au XVIIIe siècle, que le Consulat transformera en 1800 (an VIII) en sous-préfet d'arrondissement après une période révolutionnaire plutôt intense marquée par des destructions et l'exécution d'un prêtre réfractaire. La sous-préfecture est ensuite confirmée. En 1846, l'église romane de Notre-Dame-des-Miracles reçoit du pape le titre de basilique en raison de sa qualité d'église de pèlerinage. Fin du XIXe siècle, le chemin de fer dessert Mauriac pour son plus grand profit.
La ville s'étend au XXe siècle, un hôpital est construit, un enseignement technique est créé, un BTS accordé, de nombreux équipements et logements sont réalisés ainsi que des zones industrielles, un village de vacances et un pôle touristique autour d'un plan d'eau, une bibliothèque avec la commune voisine du Vigean, une piscine couverte de pays après un centre aqua-récréatif d'été.
Près de Mauriac, sur la Dordogne sont construits de grands barrages hydro-électriques.
Pendant la Seconde Guerre mondiale, Mauriac et sa région abritent une résistance active et, de mai à Août 1944, son importance est telle qu'elle sera dénommée la république de Mauriac.

### Liste des curés
| Période | Période | Identité             | Étiquette | Qualité                   |
| ------- | ------- | -------------------- | --------- | ------------------------- |
| 1508    |         | Antoine de Chazettes |           | archipraesbitero mauriaci |

## Politique et administration

### Tendances politiques et résultats

#### Récapitulatif de résultats électoraux récents
| Scrutin             | 1er tour | 1er tour | 1er tour | 1er tour | 1er tour | 1er tour | 1er tour  | 1er tour  | 1er tour  | 1er tour  | 1er tour  | 1er tour  | 2d tour     | 2d tour     | 2d tour     | 2d tour     | 2d tour     | 2d tour     | 2d tour     | 2d tour     | 2d tour     |
| Scrutin             | 1er      | 1er      | %        | 2e       | 2e       | %        | 3e        | 3e        | %         | 4e        | 4e        | %         | 1er         | 1er         | %           | 2e          | 2e          | %           | 3e          | 3e          | %           |
| ------------------- | -------- | -------- | -------- | -------- | -------- | -------- | --------- | --------- | --------- | --------- | --------- | --------- | ----------- | ----------- | ----------- | ----------- | ----------- | ----------- | ----------- | ----------- | ----------- |
| Municipales 2020    |          | DIV      | 59,59    |          | DVG      | 40,41    | Pas de 3e | Pas de 3e | Pas de 3e | Pas de 4e | Pas de 4e | Pas de 4e | Tour unique | Tour unique | Tour unique | Tour unique | Tour unique | Tour unique | Tour unique | Tour unique | Tour unique |
| Régionales 2021     |          | LR       | 66,99    |          | PS       | 9,37     |           | RN        | 6,64      |           | EELV      | 5,45      |             | LR          | 72,67       |             | UG          | 20,62       |             | RN          | 6,71        |
| Présidentielle 2022 |          | LREM     | 28,34    |          | RN       | 24,33    |           | LFI       | 16,18     |           | DVD       | 8,30      |             | LREM        | 55,92       |             | RN          | 44,08       | Pas de 3e   | Pas de 3e   | Pas de 3e   |
| Législatives 2022   |          | LR       | 43,68    |          | ENS      | 17,26    |           | NUP       | 16,95     |           | RN        | 11,61     |             | LR          | 72,36       |             | ENS         | 27,64       | Pas de 3e   | Pas de 3e   | Pas de 3e   |
| Européennes 2024    |          | RN       | 30,99    |          | ENS      | 15,00    |           | LR        | 13,34     |           | UG        | 13,09     | Tour unique | Tour unique | Tour unique | Tour unique | Tour unique | Tour unique | Tour unique | Tour unique | Tour unique |
| Législatives 2024   |          | DVD      | 39,98    |          | RN       | 27,64    |           | UG        | 13,52     |           | ENS       | 9,43      |             | DVD         | 67,38       |             | RN          | 32,62       | Pas de 3e   | Pas de 3e   | Pas de 3e   |

### Jumelages
Ingersheim (Haut-Rhin) (France)

## Population et société

### Démographie

#### Évolution démographique
L'évolution du nombre d'habitants est connue à travers les recensements de la population effectués dans la commune depuis 1793. Pour les communes de moins de 10 000 habitants, une enquête de recensement portant sur toute la population est réalisée tous les cinq ans, les populations de référence des années intermédiaires étant quant à elles estimées par interpolation ou extrapolation. Pour la commune, le premier recensement exhaustif entrant dans le cadre du nouveau dispositif a été réalisé en 2004.

En 2022, la commune comptait 3 503 habitants, en évolution de −4,47 % par rapport à 2016 (Cantal : −1,08 %, France hors Mayotte : +2,11 %).
| 1793  | 1800  | 1806  | 1821  | 1831  | 1836  | 1841  | 1846  | 1851  |
| ----- | ----- | ----- | ----- | ----- | ----- | ----- | ----- | ----- |
| 2 680 | 2 512 | 3 465 | 3 231 | 3 530 | 3 420 | 3 265 | 3 439 | 3 594 |

| 1856  | 1861  | 1866  | 1872  | 1876  | 1881  | 1886  | 1891  | 1896  |
| ----- | ----- | ----- | ----- | ----- | ----- | ----- | ----- | ----- |
| 3 400 | 3 488 | 3 291 | 3 187 | 3 262 | 3 201 | 3 575 | 3 631 | 3 523 |

| 1901  | 1906  | 1911  | 1921  | 1926  | 1931  | 1936  | 1946  | 1954  |
| ----- | ----- | ----- | ----- | ----- | ----- | ----- | ----- | ----- |
| 3 580 | 3 594 | 3 503 | 3 417 | 3 312 | 3 345 | 3 460 | 3 947 | 3 644 |

| 1962  | 1968  | 1975  | 1982  | 1990  | 1999  | 2004  | 2006  | 2009  |
| ----- | ----- | ----- | ----- | ----- | ----- | ----- | ----- | ----- |
| 3 636 | 3 803 | 4 093 | 4 333 | 4 224 | 4 019 | 3 963 | 3 887 | 3 854 |

| 2014  | 2019  | 2022  | - | - | - | - | - | - |
| ----- | ----- | ----- | - | - | - | - | - | - |
| 3 682 | 3 498 | 3 503 | - | - | - | - | - | - |

#### Pyramide des âges
La population de la commune est relativement âgée. En 2021, le taux de personnes d'un âge inférieur à 30 ans s'élève à 23,7 %, soit un taux inférieur à la moyenne départementale (26,5 %). À l'inverse, le taux de personnes d'un âge supérieur à 60 ans (41,9 %) est supérieur au taux départemental (36,6 %).
En 2021, la commune comptait 1 609 hommes pour 1 910 femmes, soit un taux de 54,28 % de femmes, supérieur au taux départemental (51,1 %).
Les pyramides des âges de la commune et du département s'établissent comme suit :
| Hommes | Classe d’âge | Femmes |
| ------ | ------------ | ------ |
| 1,6    | 90 ou +      | 5,7    |
| 12,4   | 75-89 ans    | 18,3   |
| 23,2   | 60-74 ans    | 21,9   |
| 21,1   | 45-59 ans    | 20,4   |
| 15,2   | 30-44 ans    | 12,3   |
| 14,5   | 15-29 ans    | 11,3   |
| 12     | 0-14 ans     | 10,2   |

| Hommes | Classe d’âge | Femmes |
| ------ | ------------ | ------ |
| 1,2    | 90 ou +      | 3,1    |
| 10,1   | 75-89 ans    | 13,5   |
| 22,9   | 60-74 ans    | 22,6   |
| 21,8   | 45-59 ans    | 20,5   |
| 16,1   | 30-44 ans    | 15,2   |
| 13,8   | 15-29 ans    | 11,9   |
| 14,2   | 0-14 ans     | 13,3   |

### Sports et loisirs
Mauriac accueille 25 associations sportives disposant d'infrastructures variées : 2 stades, un plateau d'éducation physique, 2 gymnases, 2 salles de sport, 7 courts de tennis, un centre aqua-récréatif, une piscine couverte, un golf de neuf trous, un boulodrome.

### Tourisme
Cette petite ville située entre la haute Dordogne et les monts du Cantal, s'est dotée d'équipements touristiques modernes comportant un plan d'eau de huit hectares avec plage et baignade agréée, pédalos et kayaks, un village de vacances de l'association Renouveau, un camping 4 étoiles, 30 gites, un centre aqua-récréatif près du camping et des gîtes, un golf de neuf trous. Chaque  saison touristique, la municipalité met en place une animation quotidienne pour la station. Il est possible aussi de pratiquer le tennis (7 cours), la pétanque, le vélo, etc.
En ville, de nombreux hôtels et restaurants accueillent les touristes.
L'office du tourisme cantonal assure l'information et donne des indications sur les nombreuses promenades possibles autour de Mauriac en direction de Salers, le Puy Mary et les monts du Cantal, la vallée du Mars jusqu'au cirque du Falgoux, la vallée de la haute Dordogne, le château d'Auzers, de la Vigne à Ally, le château de Val au bord du lac de Bort-les-Orgues, Fontanges, Anjony, Saint Martin Valmeroux, Jaleyrac, Chalvignac (tour en bateau), Pleaux, Anglards, Saignes, les nombreuses églises romanes du Nord Cantal, Argentat et ses quais sur la Dordogne, en Corrèze.

## Économie
Sous-préfecture du Cantal, Mauriac possède plus d'une centaine de commerces, des moyennes surfaces, des prestataires de services, des PME et de nombreux artisans couvrant toutes les activités. Les principales administrations de l'État sont représentées dans cette capitale du nord Cantal qui dispose par ailleurs d'un centre hospitalier et d'un lycée général et technique permettant d'étudier jusqu'au BTS.
Tout a été organisé pour l'accueil de nouvelles activités par la création de zones industrielles en ville ou près de la ville en relation avec la commune voisine du Vigean. Le conseil général et le conseil régional ont mis en place des services d'accueil et d'aide à la création d'emplois. Un recensement de l'INSEE de 1999 a compté 2 200 emplois à Mauriac.
Les chambres départementales du Cantal de commerce et d'industrie, d'agriculture et d'artisanat sont représentées à Mauriac par une délégation.

## Culture locale et patrimoine

### Lieux et monuments

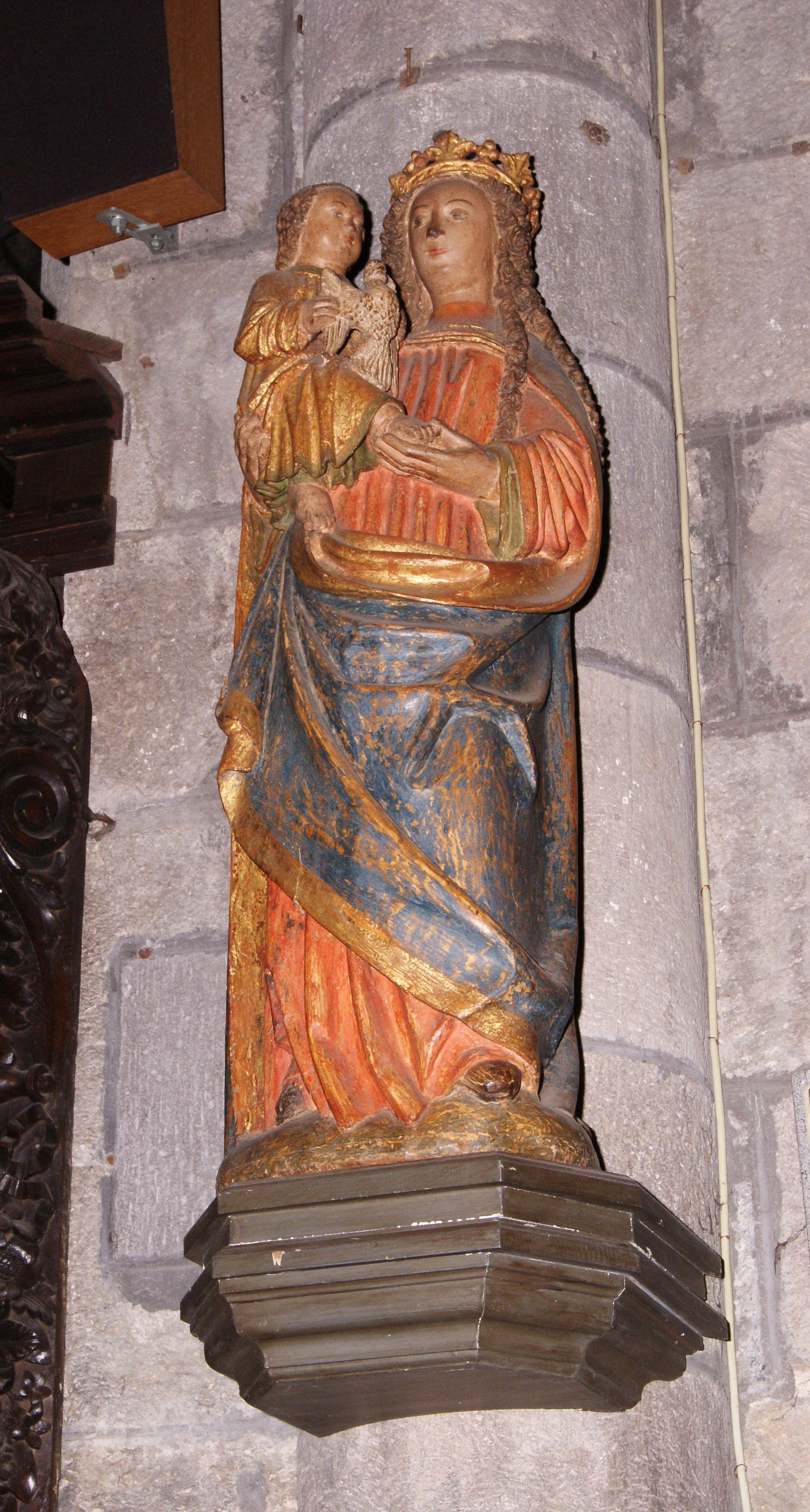
Basilique Notre-Dame-des-Miracles : Vierge à l'oiseau.

Mauriac a conservé de son riche passé un ensemble de beaux monuments classés monuments historiques ou inscrits à l'Inventaire, regroupés dans le centre ancien et bien préservés des atteintes du temps.
Principaux monuments :

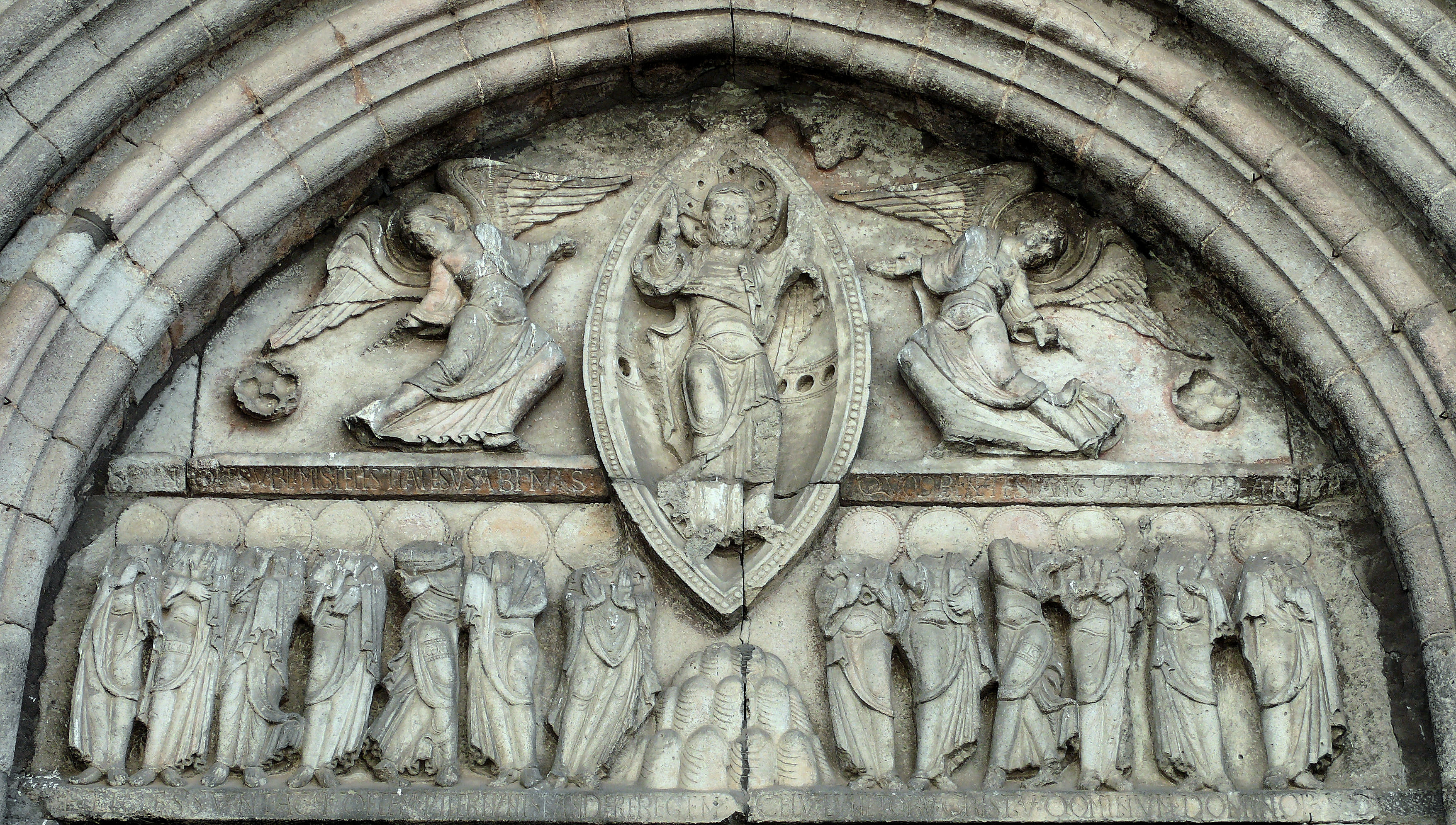
Tympan représentant l'Ascension de la basilique Notre-Dame-des-Miracles.

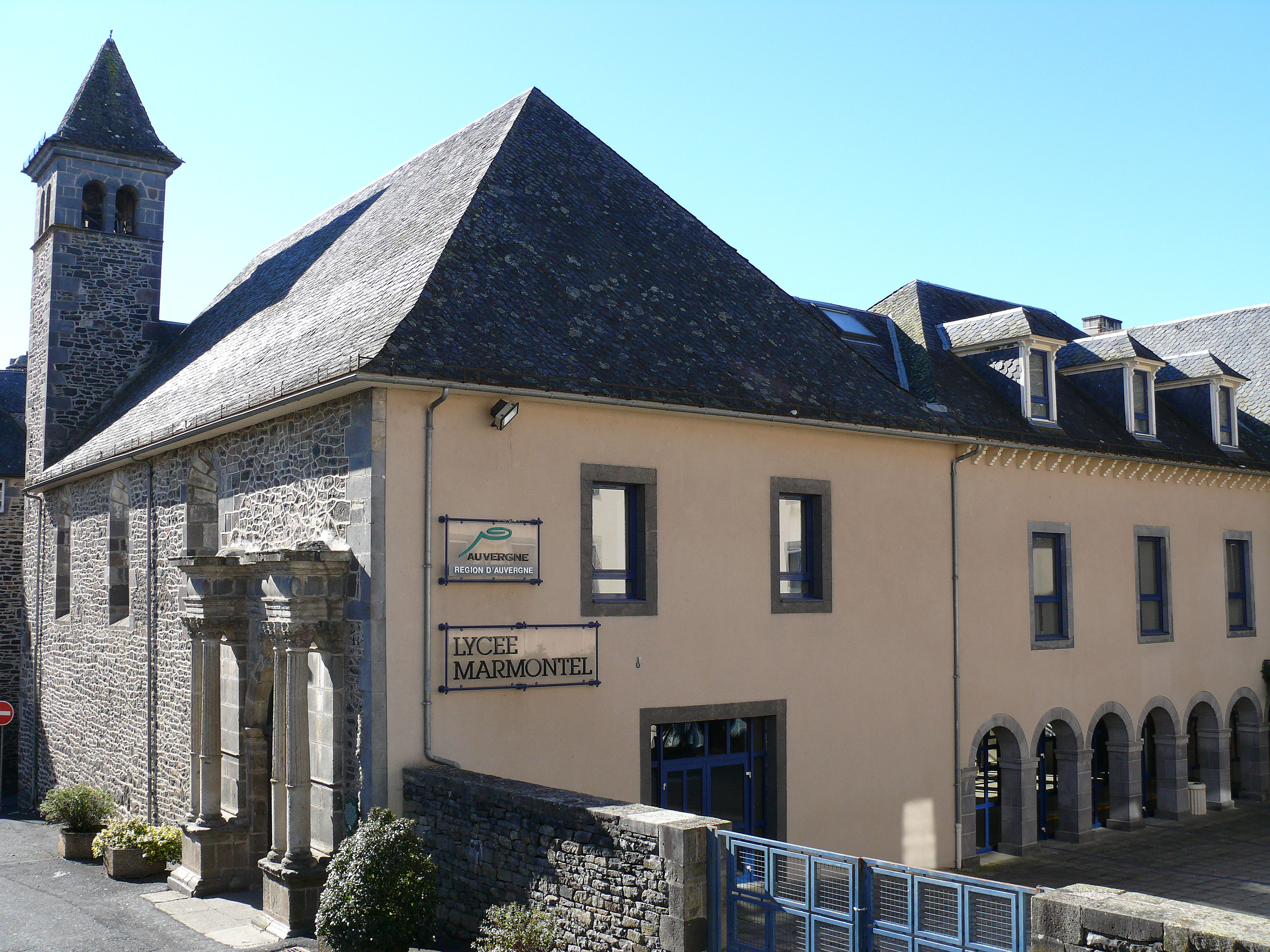
Lycée Marmontel, ancien collège des Jésuites.

- La basilique Notre-Dame-des-Miracles[24]

Bel édifice de style roman auvergnat en pierres de taille entrepris au XIIe siècle et repris, par la construction de tours, au XVIIe siècle remarquable par sa taille d'église de pèlerinage, son portail languedocien bien sculpté unique en haute Auvergne  avec un très beau Christ byzantin en mandorle s'élevant en présence de la Vierge et des apôtres. Un zodiaque décore l'archivolte. On accède au portail par un emmarchement de belle facture, en pierre, après être passé entre deux lions symbolisant la puissance de l'abbé du monastère dont seulement un est d'origine. La porte principale bien sculptée est de style Renaissance et datée de 1582, posée peu après les destructions opérées par les huguenots dans l'église et au monastère en 1574. Du mobilier de style baroque a été ajouté au XVIIIe siècle. Très bel autel.

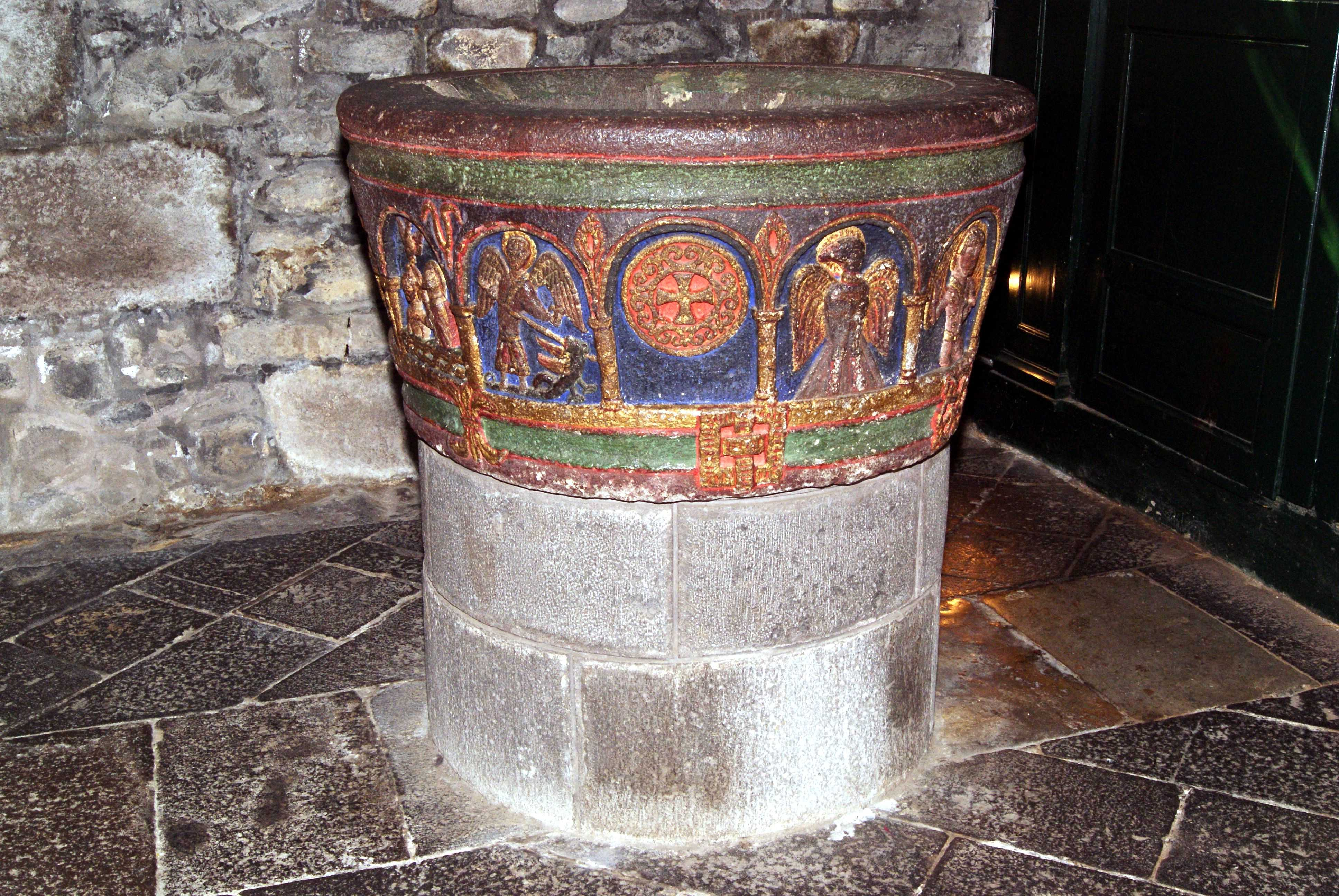
Basilique Notre-Dame-des-Miracles : baptistère.

La chaire et la cuve baptismale romane sculptée et polychrome, en trachyte, sont inscrites à l'Inventaire ainsi qu'une Vierge à l'oiseau du XVIe siècle.
Sont classés au titre objet aux monuments historiques, le tableau des miracles de la Vierge du XVIIe siècle, un lutrin à l'aigle du XVIIIe siècle. La statue de la Vierge noire domine l'autel. Un buste reliquaire représente saint Mary, objet d'une vénération particulière en Auvergne et spécialement à Mauriac. Quand ils entrent dans la basilique, les visiteurs sont toujours frappés, selon un auteur (l'abbé Chabeau), par l'atmosphère mystérieuse, propice au recueillement qui règne dans l'édifice. La place située à l'est du chœur s'appela longtemps place Saint-Jean (le baptiste). Un historien a suggéré que pourraient y être retrouvées des traces probables d'un ancien baptistère carolingien. Un tour extérieur de l'édifice permet de s'interroger sur les figures fantastiques ou obscènes qui ornent la corniche de l'abside principale. Symbolisent-elles selon un thème de l'époque  le péché qui règne dans le monde extérieur à l'église ?
- Les vestiges du monastère Saint-Pierre[25],[26],[27].

Construit au XIIe siècle à l'emplacement d'un monastère carolingien reprenant lui-même le site d'un édifice mérovingien du VIe siècle dépendant de l'abbaye Saint-Pierre-le-Vif de Sens, et avant lui un temple païen dédié à Mercure, ce monastère bénédictin a été modifié à plusieurs reprises. L'église du monastère se signalait par sa longueur exceptionnelle et la hauteur de la flèche du clocher qui atteignait 54 mètres, la plus haute de Haute Auvergne. Cette église selon Mérimée ressemblait à la cathédrale de Tulle. Le monastère est vendu par lots séparés (une trentaine) comme bien national à la Révolution (1791 et 1794), qui abat le clocher de l'église abbatiale et précipite ainsi la ruine totale de cette haute construction abandonnée aux éléments puis rasée entièrement pour servir à la construction de l’hôtel de ville en 1826. la municipalité garde pour elle le doyenné qui servira à établir le futur tribunal et sa prison (actuellement un musée). Les vestiges les plus intéressants, dont la salle capitulaire, ont été achetés en 1984 par la municipalité à des particuliers et restaurés avec le concours du ministère de la Culture en 1998. Il est possible de visiter la salle capitulaire inscrite à l'Inventaire en 1985 puis classée en 1987 monument historique en remarquant sa finesse et la présence de colonnes antiques en marbre réemployées lors de la construction. En accomplissant le tour du  bâtiment qui a hébergé plus de 30 moines pendant plusieurs siècles, on peut avoir une vision complète du monument. Le prieuré possédait des biens importants dans la région et à Mauriac. Un étang existait, abandonné et vidé après 1789. Près de son emplacement la municipalité construira en 1990 un plan d'eau sur le ruisseau Saint-Jean.
- L'ancien collège de Jésuites[28] (lycée Marmontel actuel).

Ce collège a été créé en 1563 grâce à un legs testamentaire de Guillaume Du Prat (1507-1560, 53 ans), évêque de Clermont, fils d'Antoine Du Prat, Chancelier de France. Destiné à l'enseignement dispensé par l'ordre des Jésuites, il a été étendu et reconstruit au XVIIIe siècle, recevant à cette occasion un magnifique portail de facture antique, avec des colonnes, et une chapelle de style baroque avec un beau retable. La Région Auvergne a restauré les bâtiments en 1990. En 1995, le lycée classique a fusionné avec le lycée professionnel Georges-Pompidou.
- L'hôtel d'Orcet[29] (actuelle sous-préfecture).

Construit au XVIIIe siècle à partir d'une tour restaurée du XVe siècle par un receveur des tailles, Gabriel de Vigier d'Orcet, l'hôtel particulier éponyme comporte notamment un beau salon d'apparat avec deux superbes tapisseries d'Aubusson XVIIIe siècle de style galant représentant des jeux de plein air : jeu du cheval fondu et jeu de la main chaude. Voir aussi les boiseries de la salle à manger et l'escalier de la tour qui mène au 1er étage. Le bâtiment héberge la Sous-Préfecture. Au-dessus du portail de l'entrée de la cour se trouve un tympan représentant Samson terrassant un lion en présence d'un abbé provenant de l'entrée du réfectoire du monastère Saint-Pierre.
- La ville conserve un monument aux morts de la Première Guerre mondiale réalisé par le sculpteur français Louis-Armand Bardery[31].
- Beaucoup de bâtiments non classés ni inscrits sont intéressants, dont notamment l'hôtel de ville de style restauration, l'ancien palais de Justice et des maisons particulières du XVIIIe siècle sur la place Georges-Pompidou et le boulevard Monthyon, qui comporte par ailleurs une belle fontaine de cette époque avec un vibrant éloge de l'intendant Monthyon par Marmontel au nom de la ville reconnaissante. Une promenade dans la ville historique permet  d'admirer aussi les anciens remparts, les nombreux murs en pierre sèche, les toitures en lauze.

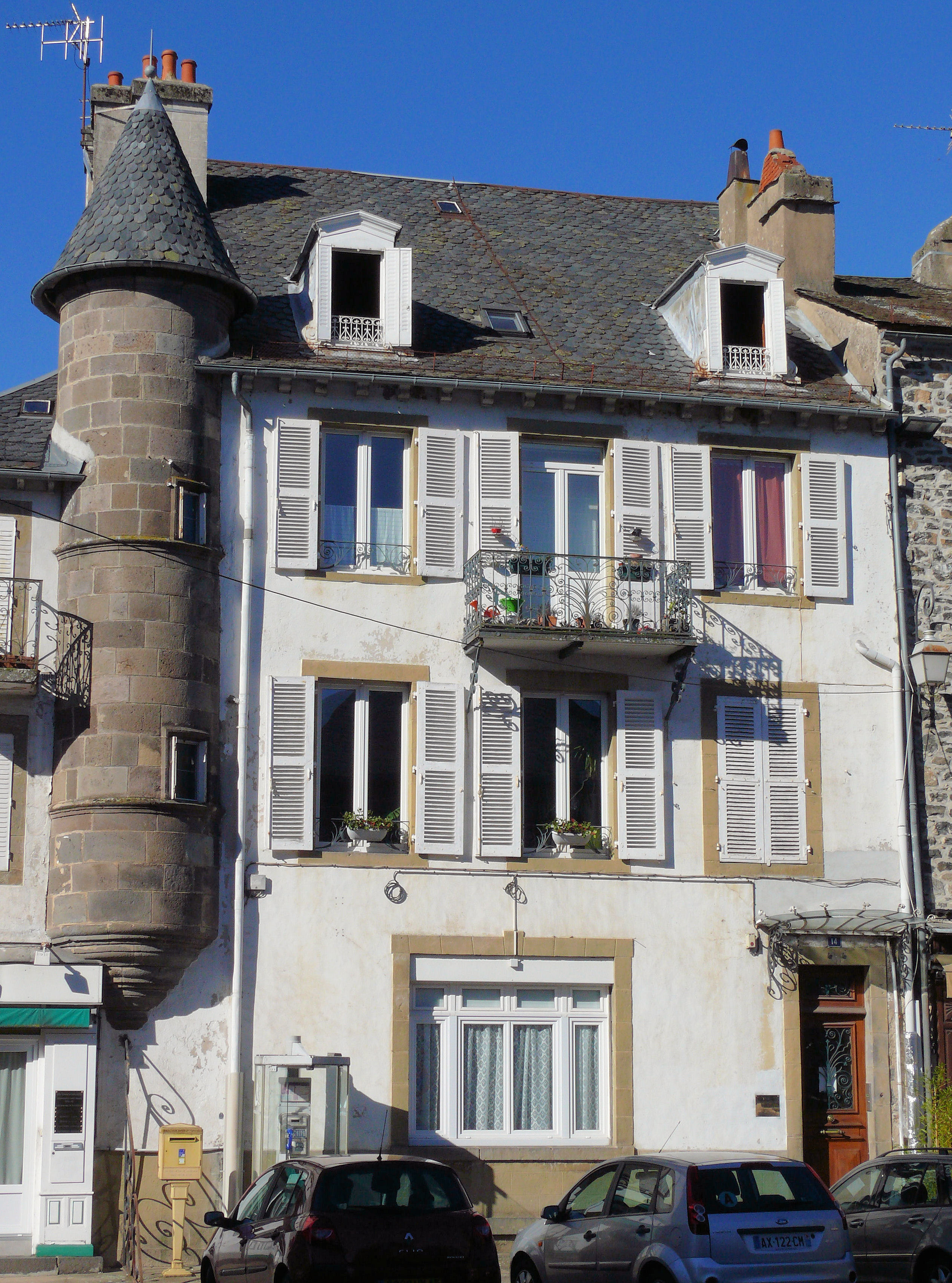
Maison sur la place Georges-Pompidou.
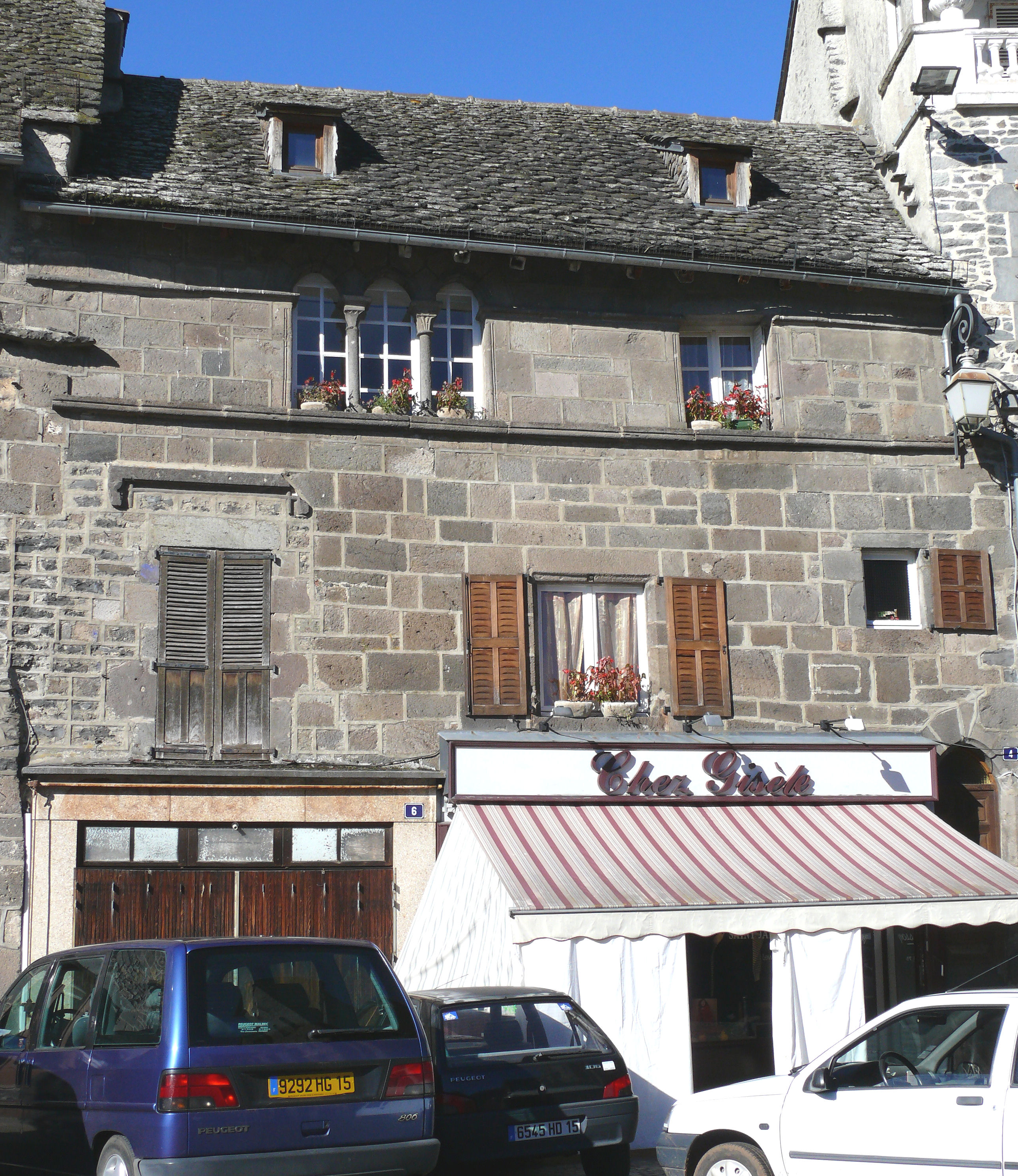
Maison sur la place Georges-Pompidou.
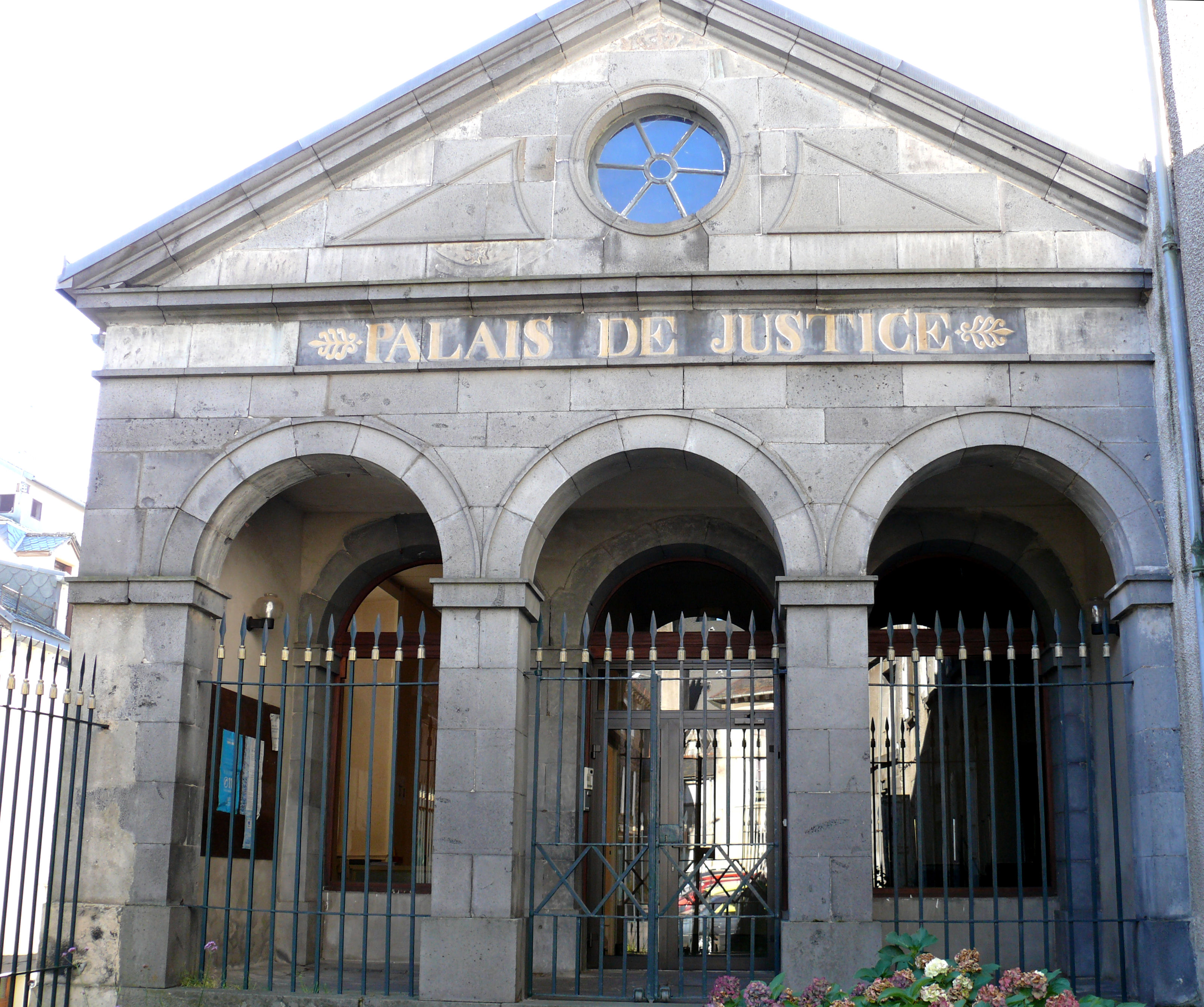
Ancien palais de Justice derrière l'hôtel de ville.
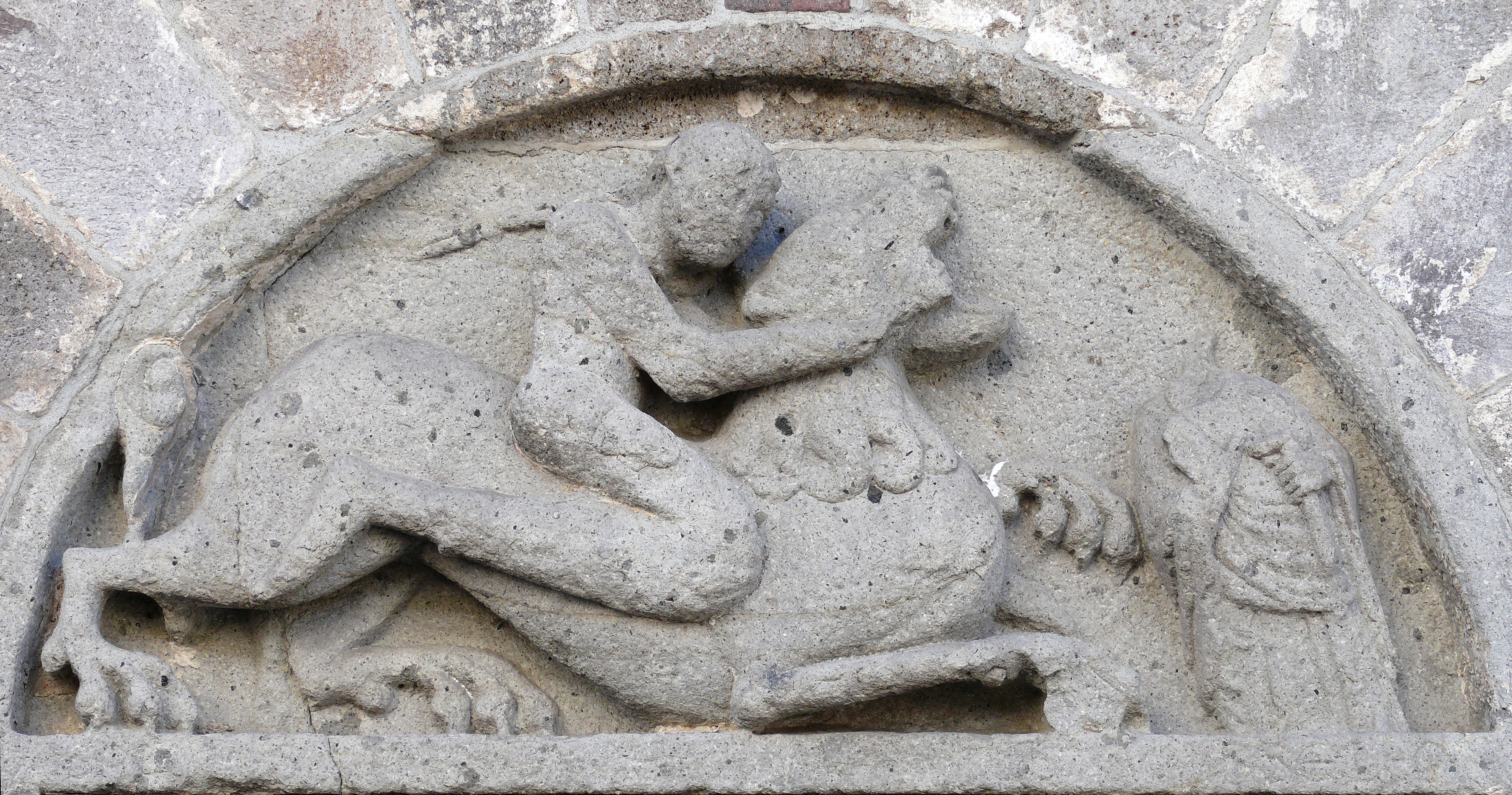
Portail de l'hôtel d'Orcet. Ancien tympan du réfectoire du monastère Saint-Pierre : Samson terrassant un lion.

### Personnalités liées à la commune
- Guillaume de Fontanges fait, en l'an de grâce 932, donation de diverses rentes au monastère bénédictin Saint-Pierre de Mauriac.
- Bertrand de Sartiges né vers 1260 au château de Sartiges, près de Mauriac, fut l'un des quatre représentants de l'ordre du Temple.
- Le cardinal Jules Saliège est né au lieu-dit Crouzit-Haut, à Mauriac, en 1870. Évêque de Gap en 1925, Archevêque de Toulouse en 1928, Cardinal en 1946. Homme de caractère, acquis aux idées du catholicisme social exprimées dans le mouvement du Sillon, le cardinal Saliège est connu, alors qu'il était archevêque de Toulouse, pour avoir fait preuve de courage et d'esprit de résistance à l'occupant, en s'opposant publiquement, par une lettre pastorale du 23 août 1942, à la politique nazie d'extermination des juifs. Dès 1933, il dénonçait déjà l'antisémitisme hitlérien dans une réunion publique à Toulouse. Une plaque a été apposée dans la basilique pour rappeler la mémoire de ce grand Mauriacois. Il a été nommé 1er résistant de Toulouse et Compagnon de la Libération[32].
- Jean-François Marmontel, homme de lettres, philosophe et encyclopédiste, né à Bort-les-Orgues en 1723, fils d'un tailleur de village, a fait ses études au collège de jésuites de Mauriac puis à Limoges et Toulouse. Ses dons littéraires sont remarqués et lui valent la protection de Voltaire. Directeur du Mercure de France, secrétaire perpétuel de l'Académie Française, il est l'auteur de romans, contes moraux, pièces de théâtre, livrets d'opéra, et de mémoires régulièrement réédités comportant de nombreuses informations sur la vie littéraire de l'époque.
- Jean Chappe d'Auteroche (1722-1769), abbé, astronome très connu, membre de l'Académie des sciences, familier de Louis XV qu'il a initié à l'astronomie, né à Mauriac, appartient à une ancienne famille mauriacoise de scientifiques dont est issu également Claude Chappe, ingénieur, né à Brûlon (Sarthe) en 1763, inventeur du télégraphe avec son frère Ignace. Jean Chappe d'Auteroche est également connu pour avoir après un voyage en Russie consacré à l'astronomie, dénoncé l'état réel arriéré de la Russie dans un ouvrage qui a suscité la colère de Catherine II de Russie auteur d'une réponse cinglante à l'astronome.
- Jean-Baptiste Lacoste, avocat à Mauriac avant la Révolution française. Député à la Convention, préfet sous le Consulat et l'Empire.
- Pierre-Joseph Grasset, nommé maire de Mauriac par le baron de Lachedenède, il occupera la fonction pendant 32 ans (1811-1847). Il est également conseiller général du Cantal (1843)[33].
- Claude Sosthène Grasset d'Orcet, fils du maire de Mauriac, Pierre-Joseph Grasset - dont le nom a été enrichi de la mention du patronyme de sa première épouse née d'Orcet -  est un journaliste, érudit et archéologue, qui a apporté une contribution par ses recherches et ses ouvrages à l'étude de l'ésotérisme, de l'épigraphie et de la mythologie dont il a été l'un des fondateurs.
- Catherine Jarrige, laïque du tiers ordre des dominicaines (menette), surnommée Catinon Menette ou la Menette des pauvres en raison de son dévouement aux malades et aux pauvres gens. Connue aussi pour son action clandestine au péril de sa vie en faveur des prêtres réfractaires sous la Révolution. Béatifiée en 1996 à Rome par le pape Jean-Paul II.
- Nicolas Mirande,  né le 14 juin 1746 à Mauriac (Cantal) et mort le 9 décembre 1815 au même lieu, homme politique, député à la Convention en 1793, messager d'État au Conseil des Cinq-Cents.
- Paulin Duclaux, né le 9 octobre 1746 à Mauriac (Cantal) et mort le 13 avril 1809 au même lieu, homme politique, député du Cantal au Conseil des Cinq-Cents.
- François Filiol né à Bouval le 22 août 1764 , vicaire de Drugeac avant la Révolution, puis prêtre réfractaire, guillotiné à l'âge de 29 ans, le 14 mai 1793 à Mauriac, derrière le chevet de la basilique Notre-Dame-des-Miracles. Catinon Menette l'accompagne à l'échafaud, et recueille sur un linge le sang du martyr.
- Jean-Jacques Durrieu (1812-1885), avocat à Mauriac, député.
- Firmin Salvy, homme politique, né le 25 septembre 1815 à Mauriac (Cantal) et mort le 10 juillet 1881 à Riom (Puy-de-Dôme).
- Antoine Lascombes, avocat à Mauriac, député, conseiller général.
- Fernand Talandier, médecin, maire de Mauriac, député, conseiller général.
- Augustin Chauvet, maire d'Anglards de Salers, député du Cantal, maire de Mauriac, conseiller général de Salers, président du Conseil régional, directeur au ministère des Finances. Créateur du Foyer Cantalien, organisme constructeur de logements, Directeur du Réveil de Mauriac, hebdomadaire local, le député d'Aurillac préside aussi le Herd Book de la race Salers.
- Marius Maziers, décédé le 14 août 2008 à Mauriac, évêque, archevêque de Bordeaux ayant participé activement comme rapporteur au concile Vatican II. Il a pris sa retraite au couvent des Vaysses de Mauriac, participant à la vie religieuse de sa cité d'adoption.
- Louis Bergaud, né le 30 novembre 1928 à Embrassac, coureur cycliste Français. La cyclo-sportive « Lily Bergaud » créée en son honneur est organisée par le VC Mauriac.
- Élisabeth de Feydeau, spécialiste des parfums, y est née en 1966.
- Clément Ric, né en 1988 à Mauriac, joueur de rugby professionnel évoluant au sein de l'effectif de l'ASM Clermont Auvergne.

### Héraldique
| Blason de Mauriac | Blason  | D'or au Maure de sable.                                            |
| Blason de Mauriac | Détails | Armes parlantes (Maure). Blason adopté au XIXe siècle.             |
| Blason de Mauriac | Alias   | D'azur à trois miroirs d'argent cerclés de gueules, au chef d'or.. |

La ville a adopté au XIXe siècle le blason d'un Maure en pied de couleur noire sur fond jaune. Selon Louis de Ribier, historien du Cantal, le véritable blason de la ville de  Mauriac serait une tête de Maure de sable sur champ d'or.

## Voir aussi

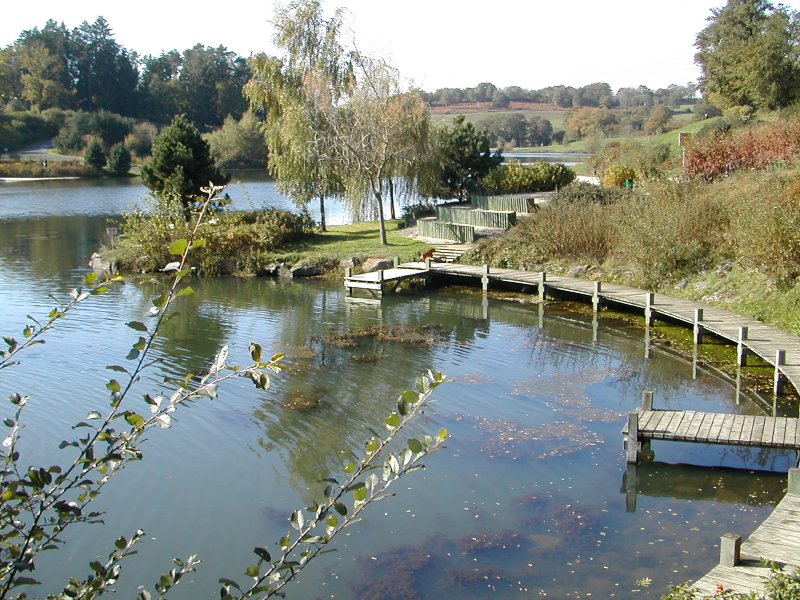
Le lac du Val Saint Jean.